# Karl Alvar Nilsson
Karl N. Alvar Nilsson, född 13 november 1934, död 16 juni 2014, var en svensk författare. Han har skrivit flera böcker om nazism och högerextremism i Sverige.
Karl Alvar Nilsson hade en fil. kand. med historia (80 poäng) som huvudämne. Efter att arbetat inom försvaret var han enhetschef vid länsstyrelsen i Stockholms län, revisor vid Försäkringskassan och administrativ direktör vid Skattemyndigheten. 
Efter sin pensionering skrev Karl Alvar Nilsson flera böcker. Den första, Svensk överklassnazism: 1930–1945, kritiserades av historikern Thomas Jonter för bristfälliga definitioner av nazism, samt för att konstruera nätverk genom individfixering där personer med viss organisationstillhörighet länkas ihop med andra individer med visst partimedlemskap.
Boken Svensk överklass och högerextremism under 1900-talet beskrevs av Stieg Larsson som "årets viktigaste bok om svensk extremism". Boken angavs vara en fördjupning och utvidgning där tidigare skönhetsfläckar har städats bort.